# SN 2002au
SN 2002au – supernowa typu Ia odkryta 8 lutego 2002 roku w galaktyce UGC 5100. W momencie odkrycia miała maksymalną jasność 17,70m.